# Heksogen
Heksogen ali RDX je predstavnik »brizantnih« eksplozivov, ki ga je leta 1890 iznašel nemški kemik Hans Henning. Sprva ga je namenil za medicinsko uporabo, a so kmalu ugotovili njegovo eksplozivno moč.
Njegovo kemijsko ime je ciklotrimetilen trinitramin.

## Uporaba
Heksogen je bel kristalni prah brez vonja in okusa. V vojaške namene so ga začeli uporabljati med drugo svetovno vojno kot plastični eksploziv pa tudi v mešanici s TNT kot eksplozivna polnitev za torpeda. RDX je tudi dandanes bistvena sestavina plastičnih eksplozivov.

## Lastnosti
Heksogen se aktivira z detonatorsko kapico ali detonacijsko vrvico. Je dokaj neobčutljiv na udarce in pri sobni temperaturi ob prisotnosti plamena gori brez eksplozije. Pri eksploziji razvije 50% večjo energijo od TNT.